# Nagysinki erődtemplom
A nagysinki erődtemplom a 13. század elején emelt szász evangélikus templom a Brassó megyei Nagysinken. A falu központjában áll egy magaslaton, 65 méter magas harangtornyával uralva a település látképét. Eredetileg román stílusú, háromhajós, kéttornyos bazilika volt, de a későbbi átépítések megváltoztatták szerkezetét; mai kinézetét a 19. század elején nyerte el. Kettős várfalából csak néhány alacsony szakasz maradt fenn, őrtornyai, bástyái elpusztultak (a régi városházává átalakított bástya kivételével). A templomépületet a 21. században felújították. Országos jelentőségű műemlékként tartják nyilván.

## Története
Nagysinket csak 1329-ben említik oklevélben, de a helység szász telepítését a 12. század második felére teszik, Szűz Máriának szentelt temploma pedig legkésőbb a 13. század elején épült. A középkori bazilika eredetileg két, négyszintes toronnyal rendelkezett, melyek az oldalhajók keleti végéhez csatlakoztak, a falvonalon túlnyúlva.
1499-ben búcsúengedélyt nyertek. Ebben az időszakban kezdték meg a templomépület átépítését: a keleti tornyokat lebontották, a szentély régi, félköríves alapjára fél nyolcszög alaprajzú gótikus apszist építettek. A kórus falait kívülről boltívekkel összekötött támpillérekkel erősítették, amelyek a föléje épült, lőrésekkel ellátott védemeletet tartották. A főhajó tetőzetét megemelték, bordás dongaboltozatot kapott, a déli falon gótikus ablakokat nyitottak. A főbejáratot befalazták, a nyugati oldalon masszív harangtornyot emeltek, melyet fa védőfolyosó koronázott. Egy ma már nem létező felirat szerint a munkálatokat 1522-ben fejezték be. 1591-ben új toronysisakot építettek.
Korán erődítették; kettős várfala közül a belsőt a 14. századra, a külsőt a 16. századra datálják; mindkét falgyűrűt több bástya és torony erődítette. Az erődítményt legelőször Mátyás király egy 1474-es oklevele említi, amely engedélyezte, hogy háború esetén a férfiak egy része otthon maradhasson a vár védelmére.
A 16. század közepén, a reformáció alkalmával a nagysinkiek felvették az evangélikus vallást, így a templom is katolikusból evangélikus lett. Háromszor tartottak itt erdélyi országgyűlést: 1538-ban, 1658-ban, és 1664-ben.
1693-ban az oldalhajókat egy emelettel megemelték, hogy létrehozzák a déli és északi karzatokat, így a beltér csarnoktemplomhoz hasonlóvá vált. 1708-ban, a Rákóczi-szabadságharc alatt a kurucok kifosztották a templomot. 1754−1755-ben készült a mai építményre jellemző közös nyeregtető, amely a főhajót és az oldalhajókat is befedte. 1763-ban újranyitották a nyugati portált, és orgonakarzatot létesítettek a toronyfal és a hajó első pillérpárja között. 1769-ben átépítették az ablakokat és az oldalhajók boltozatát, a diadalívben függő feszületet eltávolították.
Az 1789-es nagy tűzvészben a toronysisak, a harangok és az óra elpusztultak, és a várfal bástyái, tornyai is megrongálódtak. A templom tetőszerkezete megsérült, de megmaradt. 1791-ben újraácsolták a harangtorony és a templom tetőjét, valószínűleg ekkor nyerte el a torony a mai kinézetét. 1796-ban a déli és északi karzatokra kovácsoltvas rácsokat szereltek. 1813–1815-ben felújították az oldalhajók boltozatait és a szentély ablakait, a templomot lemeszelték, a nyugati portál elé egy verandát építettek, fölötte háromszögben latin felirattal.
A 19. század folyamán a várfalakat lebontották, csak a városházává alakított délnyugati bástya maradt meg. 2018–2023 között a templomot kijavították és felújították.

## Leírása

### A templomépület
A templom az egyik legnagyobb román stílusú bazilika, amely egy romániai, erdélyi szászok által alapított faluban található. Keletelt, háromhajós, bazilikális elrendezésű építmény nyugati, hétszintes harangtoronnyal. A főhajó mérete 27,6 × 8,4 méter, az oldalhajók 3,7 méter szélesek és 38 méter hosszúak. A 7,4 × 6 méter alapú szentélyt egy félköríves diadalív választja el a főhajótól; a diadalíven és a főhajó északi oldalán a 20. században falfestményeket tártak fel. A keleti részen felismerhető a félköríves apszis alapja, a keleti külső falban köríves apszidiolák vannak, mint a nagydisznódi és a kisdisznódi templomokban. A főhajót és az oldalhajókat hat pár boltív választja el mind a földszinten, mind a karzatok szintjén, és az oldalhajók déli, illetve északi falaiban még mindig láthatók a román stílusú köríves ablakok a tetőzet alatt. Az oldalhajókat övboltozatokkal elválasztott keresztboltozatok fedik, a főhajót pedig hálóboltozat.
A 11 méter oldalhosszúságú nyugati harangtorony hétszintes; földszintjén előcsarnok található, amely háromfelé nyílik a hajókba. A nyugati portál kétszeresen bélletelt, az oszlopok fejléceit palmettás és rovátkolt minták díszítik, felette köríves, timpanonnal ellátott oromzat van. A torony második szintjén (első emeletén) van a keresztboltozatos nyugati karzat, külső oldalán a karzat magasságában pedig egy köríves fríz látható. A második és harmadik toronyszintet csigalépcső köti össze, onnan létrák (a legutóbbi felújítás után lépcsők) vezetnek tovább. A harangon a hatodik szinten vannak, ahol minden égtáj felé négy-négy hangnyílás található, az óra pedig a hetedik szinten.
Nagyharangja 1512-ből származott, 1754-ben újraöntötték. Az 1789-es tűzvészben elolvadt, ekkor három harang maradványaiból építették újjá. 1931-ben egy repedés miatt ismét újraöntötték. Rajta kívül még volt két, 1602-ből származó harang, amelyeket az első világháború alatt rekviráltak. Jelenleg három harang van, az 1512-es (1931-ben újraöntött) nagyharang, és két kisebb 1921-ből. Toronyóráját először 1528-ban említik; ez szintén elpusztult a tűzvészben, újat csak 1879-ben vásároltak.

### Berendezése
Oltára Tamás apostol „hitetlenségét” ábrázolja, akinek a feltámadt Jézus megmutatja oldalsebét. A két főalakot a többi tanítvány veszi körül. A fő oltárkép fölötti lunettában Szent Kristóf legendája látható, a predellán pedig Mária, Jézus és János. Ezt az oltárt 1722-ben vásárolták Muzsnán 32 forintért, a latin felirat tanúsága szerint 1521-ben festette Vincentius, barokk keretét Martin Sutoris királybíró készíttette. 1722 előtt a templomban egy gótikus oltár állt, szentélyében Szűz Mária életnagyságú szobrával, a szobrot azonban az evangélikus szászok Kornis Zsigmond gubernátornak adták, aki Kolozsvárra vitte saját gyűjteményébe. Az oltár előtt 14 méter mély kút volt, amely ostrom esetén a védőket látta el vízzel.
Egyes stallumok a 16. századból maradtak fenn, gótikus részleteik tekintetében hasonlóak a segesvári hegyi templom padjaihoz. Céhek jelvényei és templomzászlók is megfigyelhetőek a beltérben. A reneszánsz és barokk díszítésű, kő keresztelőmedencét Rochus és Sutoris bírák adományozták 1712-ben. A fából készült szószék a hajó északi falának első keleti pillérén van, rajta 1649-es és 1758-as évszámok olvashatók, baldachinja alatt galamb függ. A korlát reneszánsz faragványainak témái: bárány kereszttel és kígyóval, pelikán fiókáival, szőlő rigóval, delfin amelynek farka virágban végződik, az utolsó két mezőben pedig növényi formák.
Első, 315 sípos orgonáját Johann Bartholome építette 1651–1654 között. 1741-ben Johann Lang nagyszebeni orgonaépítő új hangszer készítésébe kezdett, amelyet halála után, 1744-ben a berethalomi Georg Wachsmann fejezett be (a régit eladták a sárosi erődtemplomnak). Az 1789-es tűzvész megrongálta. 1796-ban Johannes Prause új orgonát épített, ezt 1905-ben eladták a kisprázsmári erődtemplomnak, mivel a nagysinkiek 1903-ban egy új, pedálos és 22 regiszteres orgonát vásároltak a krnovi Rieger cégtől.
A kórusban és a főhajóban négy epitáfium függ: Johann Kisch lelkész (1708), Martin Sutoris királybíró (1736), Petrus Hermann lelkész (1739), Georg Salmen királybíró (1745). A szentély északi falába késő gótikus szentségtartó fülkét építettek, déli falába pedig Paulus Whonner (†1639) nagysinki prédikátor sírkövét.

### Erődítménye
Az Olt és a Hortobágy folyók közötti, három oldalán meredek domb tetején való elhelyezkedése miatt könnyen volt védhető, csak a nyugati oldal felől lehetett komolyabb támadásra számítani. A templomot két kerítőfal vette körül, melyek közül a belső valószínűleg a 14. századból, a külső pedig a 16. századból származott. Mindkét falat tornyokkal és bástyákkal erősítették meg. A kaputorony (Porta vagy Haberstube) a templomtól nyugatra nyílt, a kapuzat alatt dongaboltozatos átjárón keresztül vezetett az út, amelyet csapóráccsal lehetett lezárni. Az 1789-es tűzvész megrongálta a tornyokat, a romosodó erődítményeket pedig a 19. század folyamán lebontották. Csak a templomtól délnyugatra álló bástya maradt meg, amelyet városházává alakítottak.

## A kultúrában
Erhard Antoni 1938-as Das Thomasbild történelmi novellájában Kornis Zsigmond erőszakkal szerzi meg a nagysinki Mária-szobrot, ugyanis azt a szászok nem akarják nekiadni. Kornis hét császári lovasszázaddal elfoglalja a falut, zaklatja a lakosokat, minden élelmiszert rekvirál. A fokozódó zsarnokság miatt Martin Sutoris királybíró és Stefan Kessler iskolaigazgató azt javasolja, hogy mondjanak le a szoborról, azonban Petrus Hermann lelkész ellenzi ezt, megosztva a gyülekezetet. Végül engednek a nyomásnak, a királybíró és az iskolaigazgató ötnapos út során Kolozsvárra szállítja a szentélyt és a szobrot, a főkormányzó pedig visszavonja csapatait. A visszaúton a két barát megáll Muzsnán és nehézségek árán megszerzi egy lebontott katolikus kápolna oltárát. Nagysinken Veit Gruber festő és fafaragó keretet készít az oltárképnek, a predellára pedig Szűz Máriát festi meg, akinek kinézetét reménytelen szerelme, a királybíró lánya ihlette.
A történetet Juliana Fabritius-Dancu 1975-ös könyve történelmi tényként kezeli, azonban Fabini monográfiájában nem jelenik meg.
Legendák szólnak a templom alatti alagútrendszerről is, amely a falu és a temető felé vezetett, és amelyeket ostrom esetén a védők ellátására, vagy pedig menekülésre használtak. A 2018–2023-as felújítás során megerősítették, hogy a templom alatt valóban alagutak vannak, azonban feltárásuk nem volt tervbe véve.

## Képek

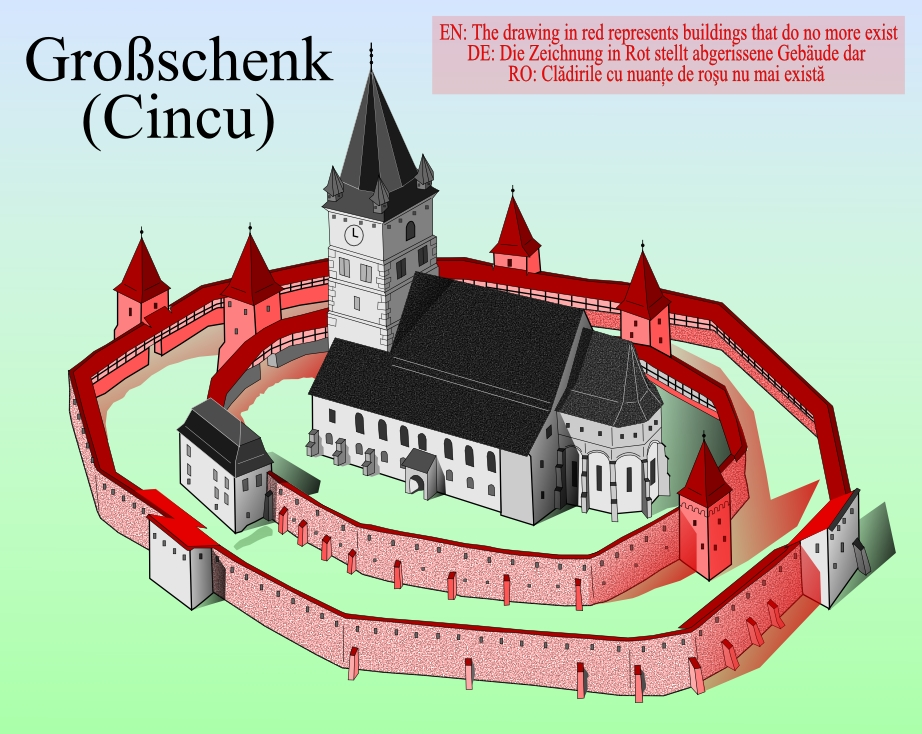
Alaprajz; a vörössel jelölt építmények elpusztultak
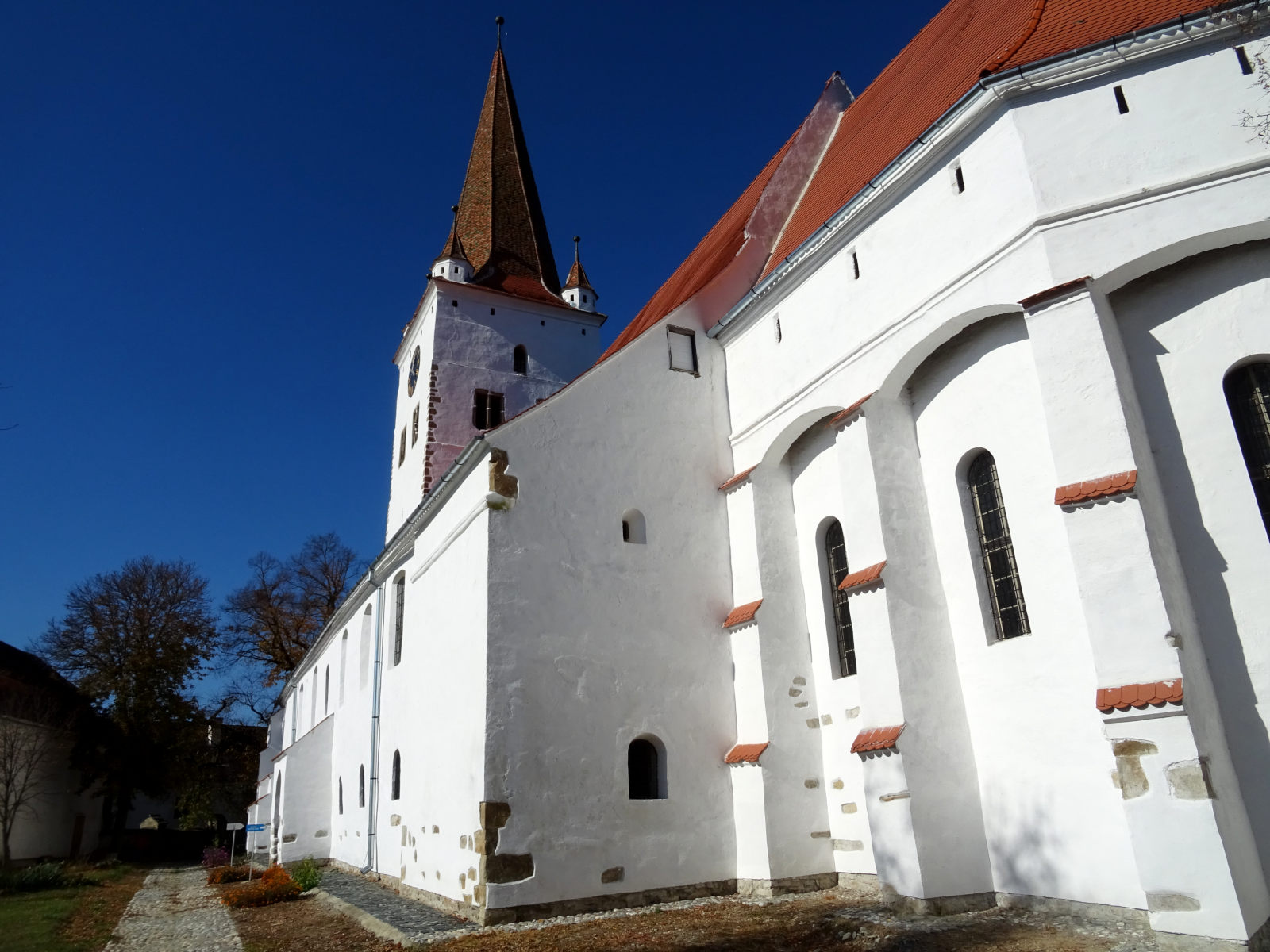
A templomépület
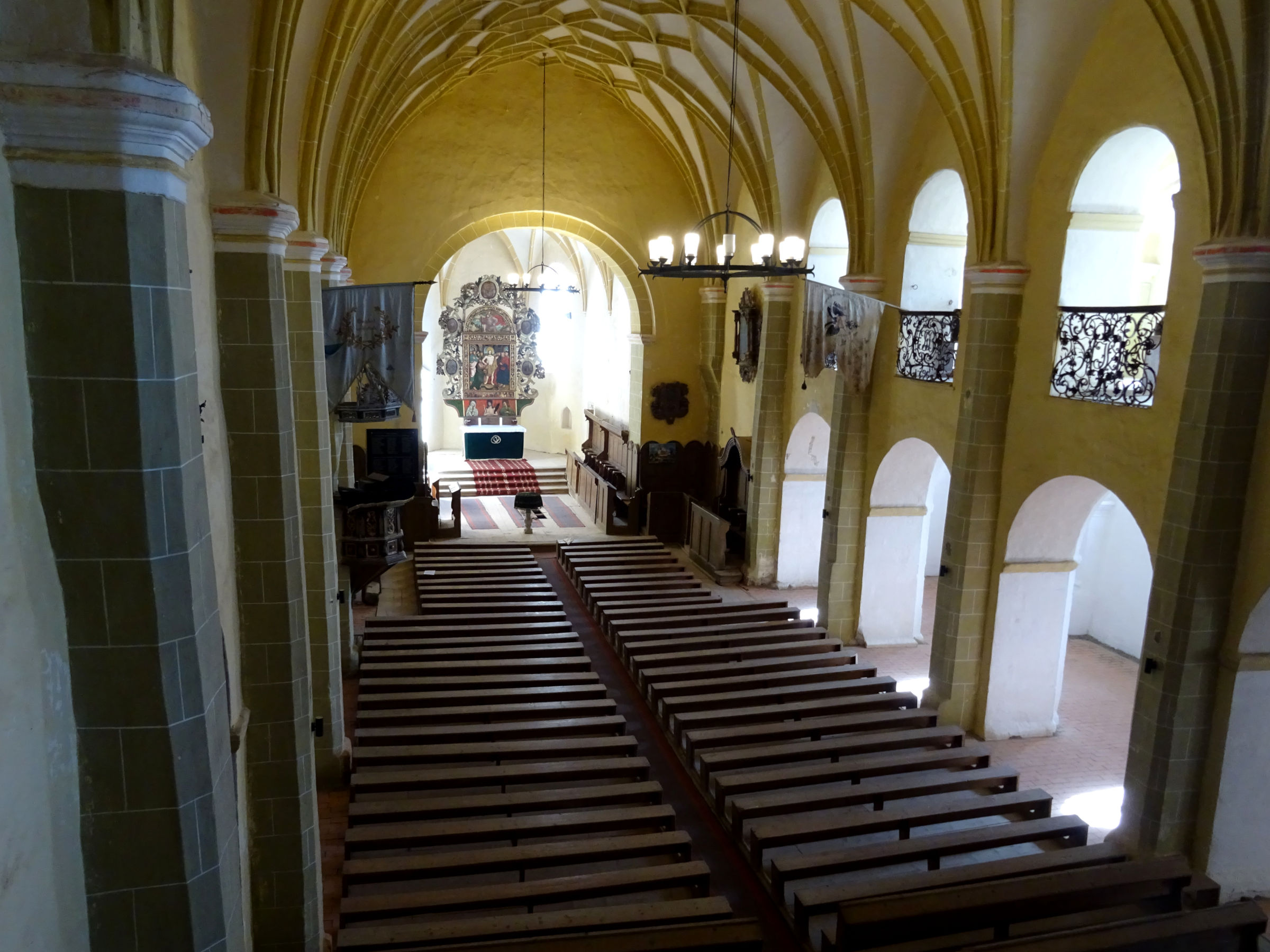
A főhajó
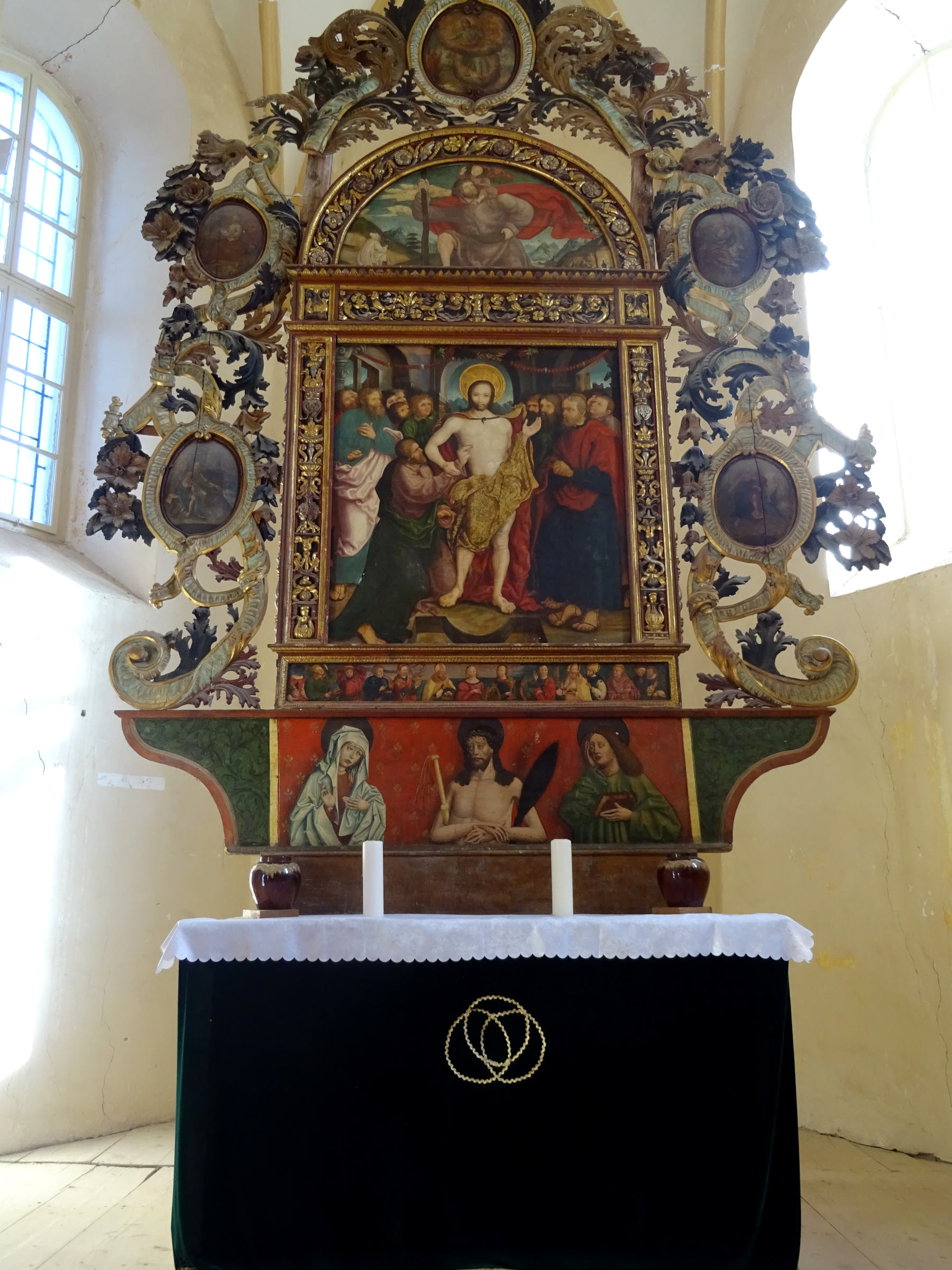
Az oltár
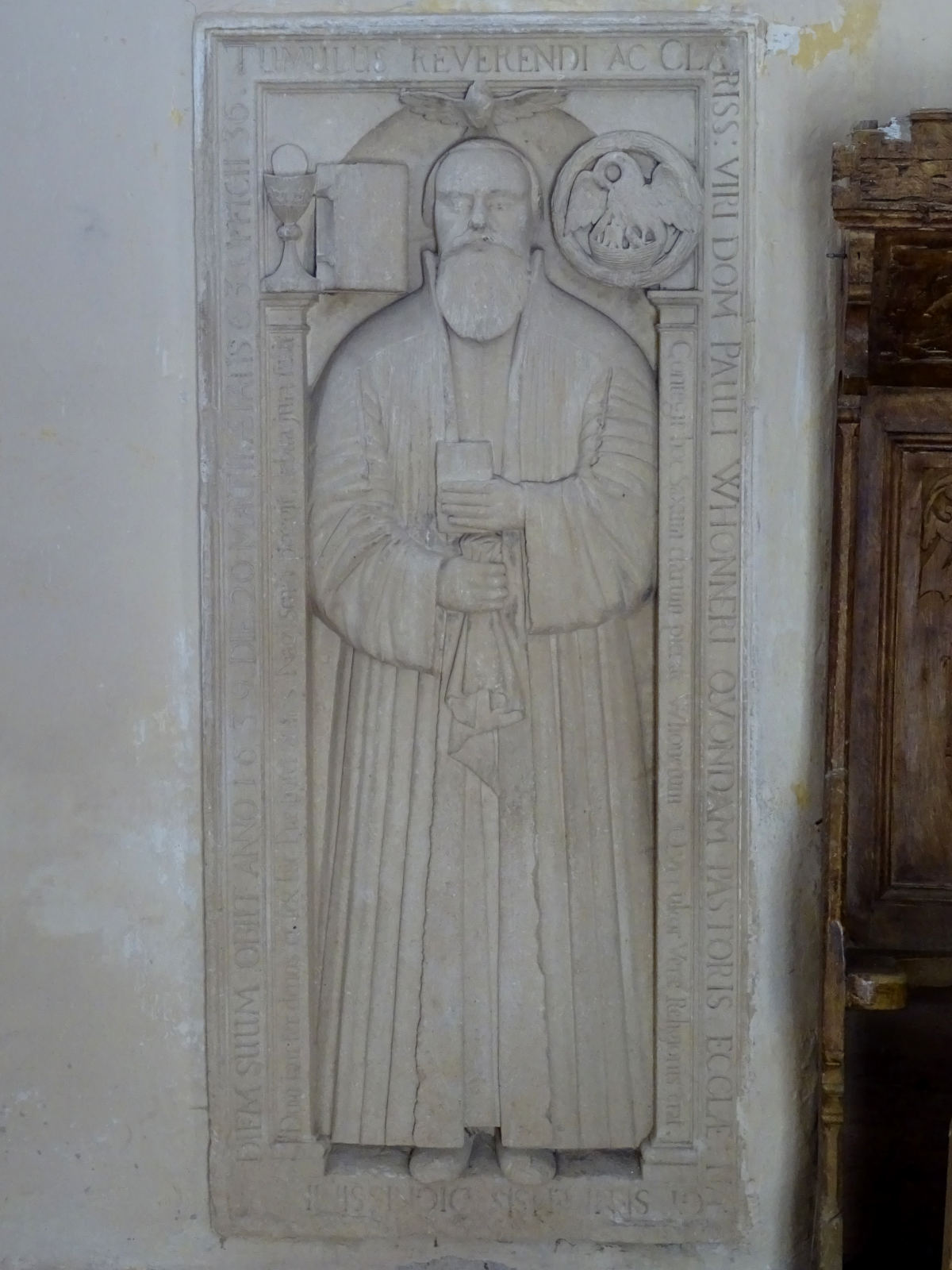
Whonner sírköve